# Рихвал (гміна)
Гміна Рихвал (пол. Gmina Rychwał) — місько-сільська гміна у північно-західній Польщі. Належить до Конінського повіту Великопольського воєводства.
Станом на 31 грудня 2011 у гміні проживало 8381 особа.

## Територія
Згідно з даними за 2007 рік площа гміни становила 117.82 км², у тому числі:
- орні землі: 77.00%
- ліси: 15.00%

Таким чином, площа гміни становить 7.46% площі повіту.

## Населення
Станом на 31 грудня 2011:
| Опис     | Загалом | Загалом | Чоловіки | Чоловіки | Жінки | Жінки |
| -------- | ------- | ------- | -------- | -------- | ----- | ----- |
| одиниця  | осіб    | %       | осіб     | %        | осіб  | %     |
| все      | 8381    | 100     | 4131     | 49.29    | 4250  | 50.71 |
| міське   | 2393    | 100     | 1179     | 49.27    | 1214  | 50.73 |
| сільське | 5988    | 100     | 2952     | 49.30    | 3036  | 50.70 |

## Сусідні гміни
Гміна Рихвал межує з такими гмінами: Ґродзець, Жґув, Мицелін, Ставішин, Старе Място, Тулішкув.